# Okręg krótkofalarski

Podział Polski na okręgi krótkofalarskie obowiązujący do roku 2014

Historyczny, już nie obowiązujący podział obszaru Rzeczypospolitej Polskiej na dziewięć okręgów wywoławczych, obejmujących następujące województwa:
1. zachodniopomorskie
2. pomorskie i kujawsko-pomorskie
3. lubuskie i wielkopolskie
4. warmińsko-mazurskie i podlaskie
5. mazowieckie
6. dolnośląskie i opolskie
7. łódzkie i świętokrzyskie
8. lubelskie i podkarpackie
9. małopolskie i śląskie

Do roku 2014 cyfra "0" oraz znaki wielocyfrowe przeznaczone były dla stacji okolicznościowych (wyjątek stanowiła stacja HF0POL).
Obecnie obowiązujące rozporządzenie w sprawie pozwoleń radiowych w służbie amatorskiej nie przewiduje pojęcia okręgu wywoławczego. Od 2015 roku każdy podmiot wnioskujący o wydanie pozwolenia radiowego może we wniosku zamieścić propozycję do trzech znaków wywoławczych, w których może wybrać dowolną cyfrę arabską z zakresu od 0 do 9 niezależnie od miejsca planowanej instalacji stacji. Znaki wielocyfrowe również mogą zostać wydane każdemu wnioskodawcy, z zastrzeżeniem, że dla pozwoleń kategorii 1. i 3. długość sufiksu w znaku wywoławczym nie może przekroczyć 4 znaków oraz ostatni znak w sufiksie musi być literą(przykład: SN0000A, SP1234C).